# Les Beaux Jours (film, 2013)
Cet article concerne le film de Marion Vernoux. Pour le film de Marc Allégret, voir Les Beaux Jours.
Pour les articles homonymes, voir Les Beaux Jours.
Pour plus de détails, voir Fiche technique et Distribution.
Les Beaux Jours est un film français réalisé par Marion Vernoux, sorti le 19 juin 2013.
Il a été présenté au Festival international du film du Kerala 2014.

## Synopsis
Caroline (Fanny Ardant), dentiste retraitée depuis peu, a beaucoup de temps libre. Son époux, Philippe (Patrick Chesnais), dentiste, exerce encore. Leurs filles ont inscrit Caroline au club d'activité pour personnes âgées : « les beaux jours » pour qu'elle occupe ses journées, se fasse des nouveaux amis, se change les idées. Son amie est morte d'un cancer il y a cinq mois. Caroline y rencontre Julien (Laurent Lafitte), le professeur d'informatique, ils deviennent amants.

## Fiche technique
- Titre : Les Beaux Jours
- Réalisation : Marion Vernoux
- Scénario : Marion Vernoux et Fanny Chesnel d'après le roman Une jeune fille aux cheveux blancs de Fanny Chesnel paru aux Éditions Albin Michel
- Musique originale : Quentin Sirjacq
- Photographie : Nicolas Gaurin
- Son : Michel Casang, Elisabeth Paquotte, Dominique Gaborieau
- Montage : Benoît Quinon
- Décors : Yann Dury
- Costumes : Marité Coutard
- Production : François Kraus, Denis Pineau-Valencienne et Juliette Favreul-Renaud
- Sociétés de production : Les Films Du Kiosque et 27.11 Production
- Société de distribution : Le Pacte
- Pays d'origine :  France
- Langue originale : français et plus secondairement anglais
- Format : couleur - HD - 1,66:1
- Durée : 95 minutes
- Dates de sortie :
  -  France : 12 juin 2013 (Festival de Cabourg), 19 juin 2013 (sortie nationale)
  -  Belgique :  19 juin 2013
  -  Suisse :  19 juin 2013 (Suisse romande) ,  4 juillet 2013 (Suisse alémanique
  -  Canada :  13 septembre 2013 (Festival de Toronto)

## Distribution

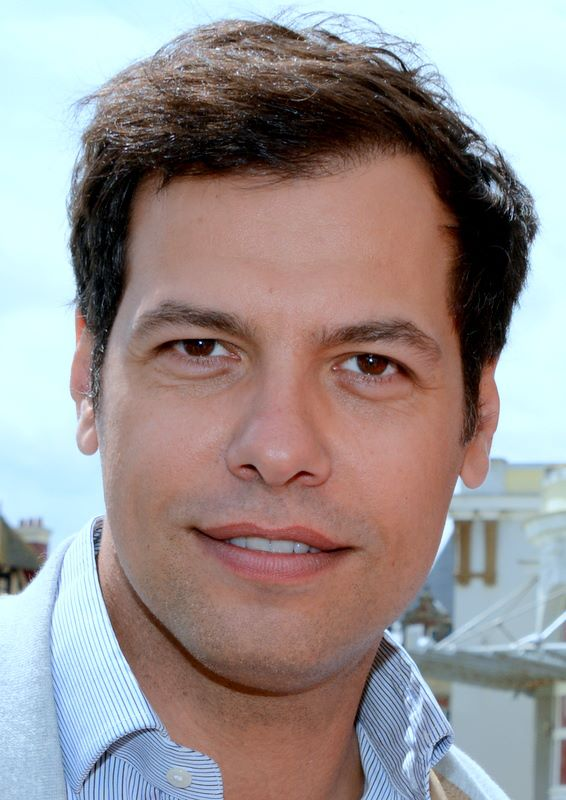
L'acteur Laurent Lafitte pour la présentation du film au festival de Cabourg 2013.

- Fanny Ardant : Caroline, dentiste retraitée
- Laurent Lafitte : Julien, professeur d'informatique, amant de Caroline
- Patrick Chesnais : Philippe, époux de Caroline, dentiste
- Jean-François Stévenin : Roger
- Fanny Cottençon : Chantal
- Catherine Lachens : Sylviane
- Alain Cauchi : Jacky
- Marie Rivière : Jocelyne
- Marc Chapiteau : Hugues
- Féodor Atkine : Paul
- Olivia Côte : Lydia, professeure de théâtre
- Émilie Caen : l'hôtesse des Beaux Jours
- Éléonore Bernheim : Lise
- Maud Le Guénédal : Rebecca
- Hortense Gélinet : l'Anglaise
- Cédric Le Maoût : Le serveur
- Pierre Volot : lui-même
- Marceline Loridan-Ivens : L'octogénaire

## Production
Pour l'écriture du scénario, Marion Vernoux a collaboré avec Fanny Chesnel, auteure du roman dont le film est adapté. Vernoux raconte que Fanny Chesnel était enceinte au moment d'écrire le scénario, que le roman évoque la mère de l'auteure et que cela lui donnait « l'impression d'écrire avec trois générations de femmes de la même famille ». Selon la réalisatrice, Chesnel n'a eu qu'une exigence non négociable : garder les mêmes prénoms que dans son roman. Par ailleurs, elle apparaît dans le film, dans le rôle de la guide.

### Tournage
Le film a été tourné en majeure partie dans le Nord-Pas-de-Calais : « La réalisatrice a choisi Dunkerque, Calais et le Cap Blanc-Nez pour y tourner Les Beaux Jours. »

## Musique
Sauf indication contraire ou complémentaire, les informations mentionnées dans cette section proviennent du générique de fin de l'œuvre audiovisuelle présentée ici.
- Le vent nous portera par Sophie Hunger de 2010.
- Les Mots bleus par Christophe de 1974.
- La Lettre à Élise de Ludwig van Beethoven de 1810.

## Distinctions

### Nominations et sélections
- Festival international du film de Toronto 2013 : sélection « Gala Presentations »
- Festival du film de Tribeca 2014
- Césars 2014 :
  - Meilleure actrice pour Fanny Ardant
  - Meilleur acteur dans un second rôle pour Patrick Chesnais